# Goldrückengimpel
Der Goldrückengimpel (Pyrrhula aurantiaca) ist eine Art aus der Unterfamilie der Stieglitzartigen. Die Art kommt ausschließlich im Nordwesten des Himalayas vor. Der Lebensraum sind Nadelwälder und Waldränder. Von der IUCN wird der Bestand der Art als nicht gefährdet (least concern) eingestuft. Die Art ist vermutlich noch nie nach Europa importiert worden.

## Merkmale

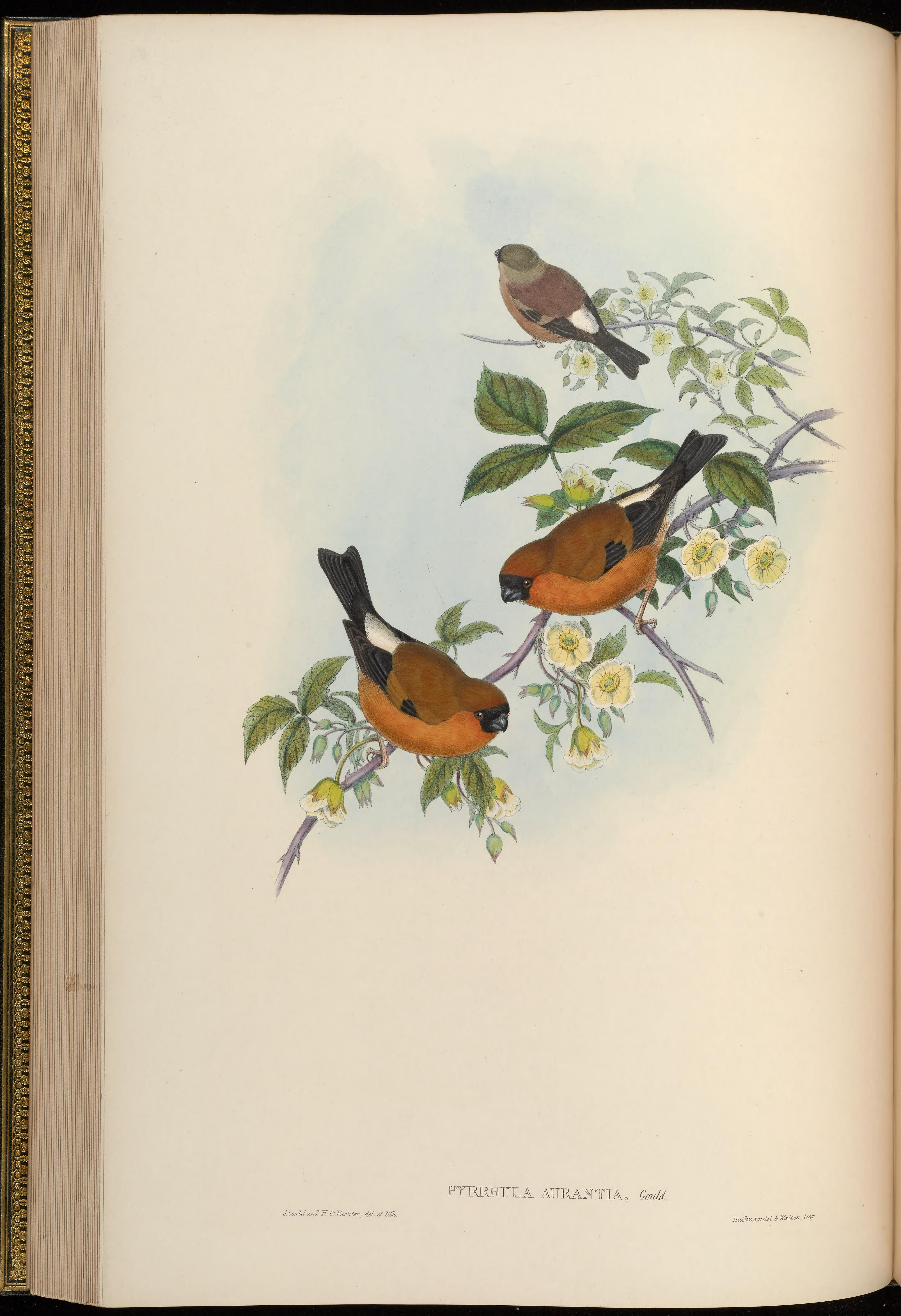
Goldrückengimpel, Illustration

Der Goldrückengimpel erreicht eine Körperlänge von bis zu vierzehn Zentimetern. Ein Geschlechtsdimorphismus besteht. 
Die Gesichtsmaske ist wie bei vielen anderen Eigentlichen Gimpeln schwarz. Sie reicht allerdings nur bis zum Mantel. Die Körperober- und die Körperunterseite sind beim Männchen orangefarben. Die Schwingen und der Schwanz sind schwarz. Die Flügel weisen weiße Binden auf. Der Bürzel ist ebenfalls gimpeltypisch weiß. Die Weibchen sind eher graubraun. Ihre Körperunterseite ist gelblicher als beim Männchen.

## Belege

## Weblink
- Pyrrhula aurantiaca in der Roten Liste gefährdeter Arten der IUCN 2013.2. Eingestellt von: BirdLife International, 2012. Abgerufen am 3. Januar 2014.